# Coras parallelis
Coras parallelis är en spindelart som beskrevs av Muma 1944. Coras parallelis ingår i släktet Coras och familjen mörkerspindlar. Inga underarter finns listade i Catalogue of Life.